# شهرستان لووشان
شهرستان لووشان (به لاتین: Luoshan County) یک منطقهٔ مسکونی در چین است که در شین‌یانگ واقع شده‌است.